# Robert Alexander Naumann zu Königsbrück
Robert Bruno Alexander Naumann zu Königsbrück (* 7. Juni 1929 in Dresden; † 10. Dezember 2014 in Hanover, New Hampshire) war ein deutscher, später US-amerikanischer Physikochemiker.

## Herkunft und Werdegang
Seine Eltern waren Eberhard Naumann zu Königsbrück (1903–1974) und Elsa Henriette Haege (1903–1989). Der als Agrarwissenschaftler tätige Vater war ein Enkel des Industriellen Bruno Naumann zu Königsbrück, bekannt unter anderem durch die Herstellung von Nähmaschinen unter dem Namen Seidel & Naumann. Roberts Mutter Elsa kam in Sydney zur Welt, wo beide im August 1928 heirateten. Die Ehe wurde bald nach Roberts Geburt geschieden. Eberhard schloss später eine Ehe mit Freda-Irene Hannemann-Polzin († 2002), aus der Roberts Halbbruder, der Zoologe Clas Michael Naumann zu Königsbrück (1939–2004) hervorging.
Robert A. Naumann erhielt eine Schulausbildung an der Browning School in New York City und an der Cranbrook School. Eine Zeit lang besuchte er das Scots College in Sydney. 1949 erlangte Robert Naumann den Bachelor an der University of California, Berkeley. Er wurde als Student Mitglied der Ehrengesellschaft Phi Beta Kappa und der wissenschaftlichen Vereinigung Sigma Xi. Ab 1949 trat Robert in das Graduiertenprogramm (Graduate School) für physikalische Chemie der Princeton University ein und erlangte 1951 einen Abschluss als Master. Im selben Jahr wurde er US-Staatsbürger. Ebenfalls an der Uni Princeton erhielt er 1953 einen Doktorgrad (Ph.D.).
Robert Naumann heiratete 1961 Marina Turkevich, die Tochter des Chemieprofessors John Turkevich aus Princeton, und der Professorin für Russisch an der Rutgers-Universität, Ludmilla Turkevich geborene Buketoff. Der Vater der Braut gilt als ein Pionier der Katalyseforschung. Marina Turkevich war zur Zeit der Eheschließung Lehrassistentin für Russisch an der Brown-Universität. Mit seiner Frau bekam Robert Naumann eine Tochter und einen Sohn.
Robert A. Naumann trug trotz seiner bürgerlichen Herkunft den Namenszusatz zu Königsbrück. Nach Erwerb der Standesherrschaft Königsbrück nannten sich sein Großvater Bruno Naumann zu Königsbrück und sein Vater Walther Naumann zu Königsbrück. Dieser Namenszusatz war kein Adelstitel.

## Beruf
Robert Naumann wurde im Jahr seines Studienabschlusses einer von sechs Wissenschaftlern, die an wissenschaftlichen Konferenzen unter der Schirmherrschaft der American Association for the Advancement of Science an der New Hampton School for Boys in New Hampton (New Hampshire) teilnahmen.
Am 1. April 1955 begegnete Naumann gemeinsam mit seinem Kollegen von der Universität New York, Henry Stroke, dem Physiker Albert Einstein. Dieser lehrte, wie Naumann, selbst Jahre zuvor an der Princeton University. Einstein ließ sich von beiden Wissenschaftlern seine Fragen zu Atomuhren beantworten.
Nach seinem Studium verblieb Naumann zu Königsbrück an der Universität Princeton und wurde Hochschullehrer. 1956 wurde er zum Assistant Professor befördert. 1956 gehörte Naumann zu den fünf Fakultätsmitgliedern in Princeton, die ein Stipendium des Procter & Gamble Funds erhielten. Das Princeton-Kuratorium beförderte Naumann 1962 zum Associate Professor für Chemie und Physik. Er hielt in dieser Zeit im Frühjahrssemester den Physikkurs „Elektromagnetismus und Vektoren“. Die Ernennung zum ordentlichen Professor erfolgte 1973. Mit der Verleihung des Forschungs- und Lehrpreise der Alexander-von-Humboldt-Stiftung 1977 wurde Robert Naumann Teilnehmer des Senior US Scientist Award Program und durfte sechs Monate am Institut für Kern- und Festkörperphysik der Technischen Universität München studieren. Ab Januar 1983 war Naumann designierter Vorsitzender der Abteilung für Nuklearchemie und -technologie der American Chemical Society. Zu dieser Zeit fanden seine Forschungen zu den chemischen Auswirkungen beim Einfang negativer Mu-Mesonen in Festkörpern, auf nukleare Hyperfeinwechselwirkungen in Festkörpern und Verbindungen sowie auf die Kernspektroskopie besondere Aufmerksamkeit. Seinen Forschungsurlaub nutzte er für Forschungen an europäischen Universitäten und Instituten wie Kopenhagen, Genf und München. Auch das Los Alamos National Laboratory suchte der Wissenschaftler auf. Zweimal wurde er zum Alexander von Humboldt Senior US Scientist ernannt und 1988 bekam er von der DFG eine Einladung zur Gastprofessur für Physik an der Technischen Universität München.
Er wurde 1992 emeritiert. Er entdeckte 21 radioaktive Isotopen und zwölf Kernisomere und untersuchte Methoden zur elektromagnetischen Isotopentrennung und der Kernspektroskopie. Ebenfalls zu seinen Forschungsarbeiten zählten die Implantation radioaktiver Isotope und das Untersuchen myonischer Atome. Er ermöglichte die Verwendung von Festkörper-Gammastrahlenspektrometern an der Universität Princeton im Rahmen experimenteller Nuklearprogramme und sorgte für den Bau eines großen elektromagnetischen Isotopentrenners für den Princeton-Penn-Beschleuniger. Seine jüngsten Arbeiten widmete er der Festlegung von Grenzen für die Masse des Elektronneutrinos durch Beobachtung radioaktiver Isotope mit ultraniedriger Betazerfallsenergie. Zu seinen Interessen zählte der Amateurfunk mit der Amateurfunklizenz W2FNY.
Am 10. Dezember 2014 starb Robert A. Naumann in Hanover (New Hampshire) im Alter von 85 Jahren an der Parkinson-Krankheit.